# The Love of a Savage
The Love of a Savage è un cortometraggio muto del 1909 diretto e fotografato da Fred J. Balshofer.
Il film si colloca nel filone allora molto popolare di "storie indiane". Si distingue per essere interpretato da una coppia di nativi americani: James Young Deer e la moglie Red Wing, protagonisti in quegli anni di molte pellicole di analogo soggetto, dirette da Fred J. Balshofer o dallo stesso James Young Deer.

## Trama
White Elk è un sioux coraggioso. Visitando una tribù amica si innamora, ricambiato, di Arrow Head. Spotted Tail, invaghito anch'egli della ragazza, è pieno di rabbia e gelosia. Cerca di uccidere il suo rivale e sta per pugnalarlo a tradimento quando viene avvertito da Arrow Head. Nella lotta che segue White Elk ha la meglio e Spotted Tail è ferito a morte. White Elk e Arrow Head fuggono assieme. Gli amici di Spotted Tail vogliono vendicarsi e si gettano all'inseguimento dei due. White Elk è ferito da una freccia e catturato, ma non rivela dove Arrow Head sia nascosta. Il sioux è legato ad un palo nell'acqua perché muoia con l'alzarsi della marea, ma Arrow Head giunge in tempo in suo aiuto ed i due fuggono assieme in canoa. Moving Picture World.

## Produzione
Il film fu prodotto dalla Bison Motion Pictures e dalla New York Motion Picture.

## Distribuzione
Distribuito dalla New York Motion Picture, il film uscì nelle sale cinematografiche USA il 17 dicembre 1909.